# Кафедральний собор Скари
58°23′11″ пн. ш. 13°26′21″ сх. д. / 58.38651° пн. ш. 13.43924° сх. д.
Кафедральний собор Скари (швед. Skara domkyrka) — собор, розташований у місті Скара. Головна церква єпархії Скари, споруджена в XI ст.

## Історія
Єпископство Скари є найдавнішим у Швеції й було засноване 1014 року за Улофа Шетконунга.
Спочатку собор, ймовірно, був дерев'яним, однак пізніше був перебудований в романському стилі з каменю та освячений 1150 року. Від того часу збереглася частина скульптурного оздоблення.
У XIII ст. в соборі було зведено хори в ранньоготичному стилі. У XIV сторіччі почалася перебудова головного приміщення церкви, під час якої його центральна частина виросла вгору й набула пізньоготичних рис. Собор неодноразово горів. Пожежі в ньому відбувалися в кінці XIV ст., в 1566 та 1719 роках.
Південне крило храму прикрашає фронтон у стилі бароко, що датуються 1764–1765 роками.
У 1886–1894 роках було проведено широкомасштабну реставрацію собору. Одночасно він був цілком перебудований в готичному стилі. Роботи проводилися за кресленнями архітектора Гельго Зетерваля. Нову реставрацію собору було проведено в 1947–1949 роки під керівництвом Івара Тенгбума, під час якої було виявлено крипту XII століття, що загалом добре збереглася. 1999 року було знову проведено реставраціні роботи.

## Галерея

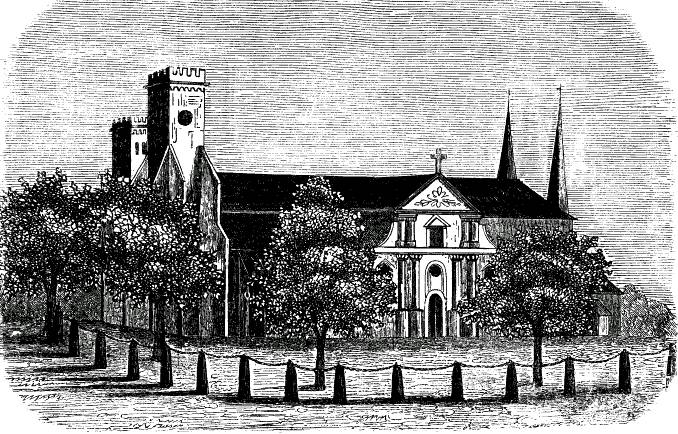
Собор до реконструкції Гельго Зетерваля
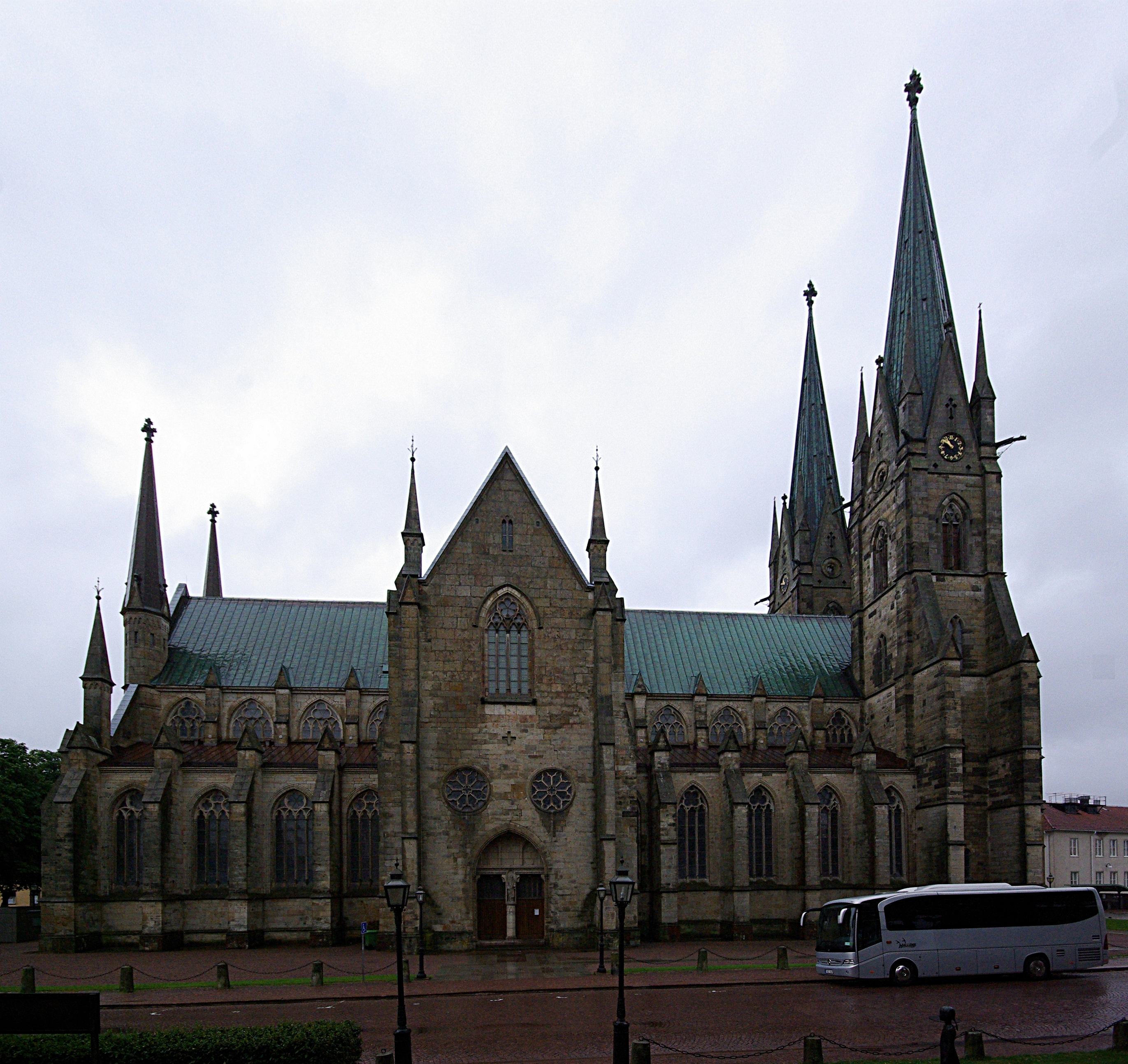
Загальний вигляд
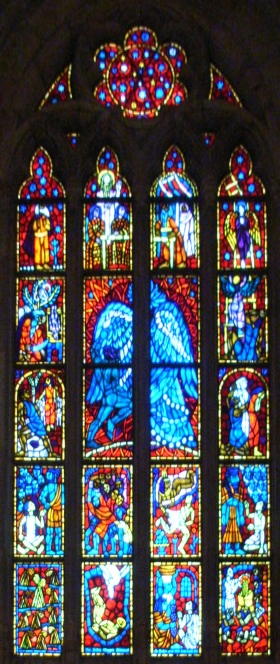
Вітраж  на хорах